# Warren Hoburg
Warren Woodrow « Woody » Hoburg, né le 16 septembre 1985 à Pittsburgh, est un astronaute américain. 

## Biographie

### Enfance et études
Warren Hoburg est né le 16 septembre 1985 à Pittsburgh, en Pennsylvanie, fils de Jim et Peggy Hoburg. Alors qu'il fréquentait le lycée North Allegheny, il a participé au tout premier Team America Rocketry Challenge et a pris part à la finale nationale. Il a obtenu une licence en aéronautique et astronautique au Massachusetts Institute of Technology (MIT) en 2008. Il a obtenu une maîtrise en sciences en 2011, puis un doctorat en 2013, en génie électrique et en informatique à l'université de Californie à Berkeley,.

### Carrière avant la sélection
Après avoir obtenu son doctorat, Hoburg a travaillé chezBoeing jusqu'en 2014, date à laquelle il est devenu professeur assistant au MIT. Il a parrainé le projet Jungle Hawk Owl, un drone sponsorisé par l'armée de l'air américaine. Il gère également le paquetage Python de programmation géométrique GPKit.

### Carrière d'astronaute
En 2017, il est choisi pour faire partie du groupe d'astronautes 22 de la National Aeronautics and Space Administration (Nasa).
En décembre 2021, il est sélectionné pour faire partie de l'équipage de SpaceX Crew-6, qui est lancé le 2 mars 2023. Il participe aux expéditions 68 et 69 sur l'ISS.

## Autres
Hoburg est un passionné d'escalade, d'alpinisme et de pilotage. Il a déjà travaillé dans des services de secours en montagne tels la Yosemite Search & Rescue et la Bay Area Mountain Rescue Unit,. 

## Galerie

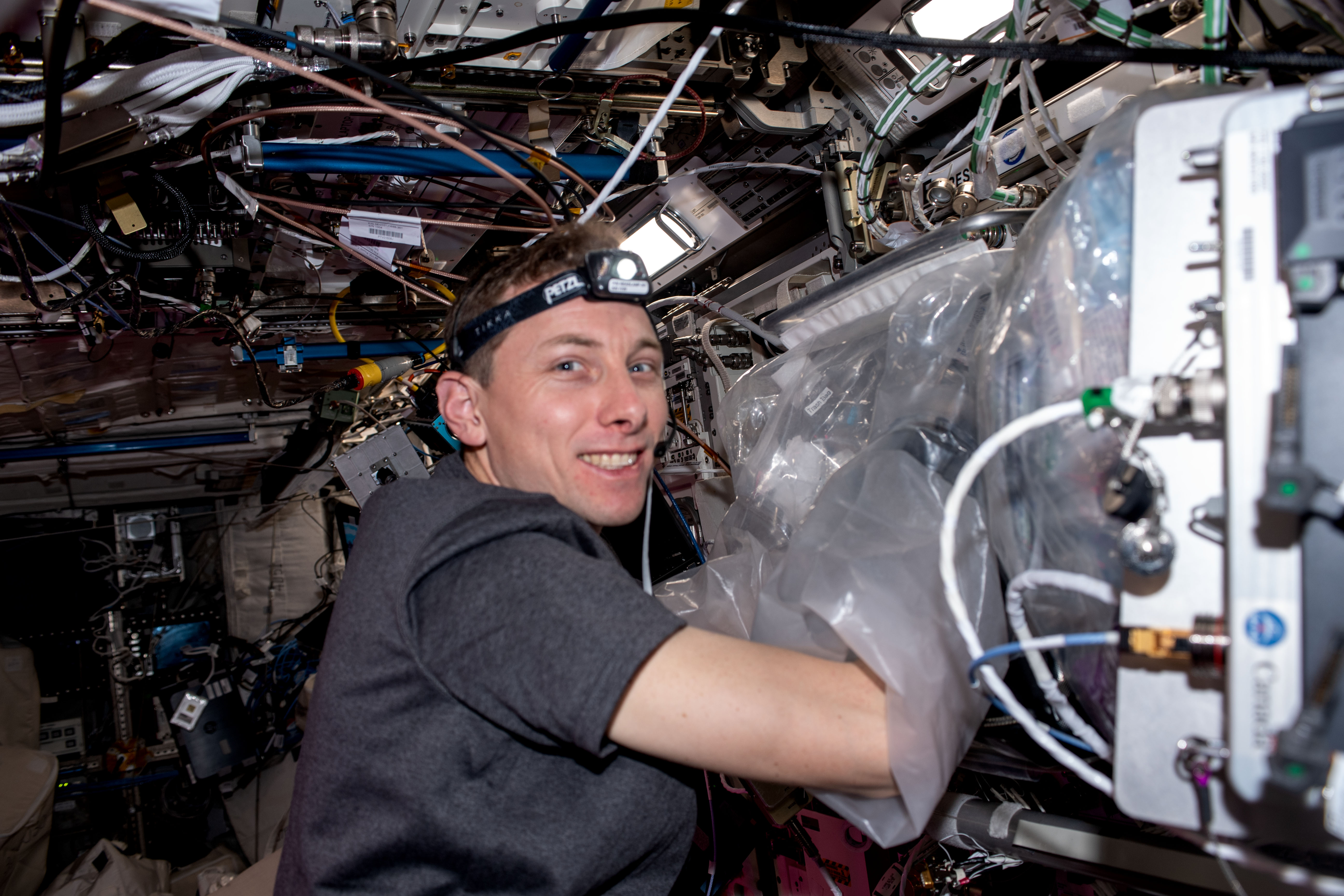
Woody Hoburg travaille à une expérience qui évalue l'utilisation de bio-encres et de cellules dans le cadre d'une étude portant sur l'impression de tissus cartilagineux du genou pour traiter les blessures dans l'espace et dans des environnements éloignés sur Terre lors de sa première mission.